# 愛國獎券

1987年12月27日最後一期（1171期）發售的爱国奖券。邱創煥任臺灣省政府主席期間，為遏阻大家樂的賭博歪風，毅然停辦愛國獎券。

愛國獎券是1950年代至1980年代在台灣，由中華民國臺灣省政府為緩解財政困難而發行的獎券，其發行單位為臺灣銀行。愛國獎券在臺灣存在37年，共發行1171期。1980年代中期後，由於「大家樂」的賭博方式盛行，嚴重影響社會秩序與愛國獎券的正常發行；導致臺灣省政府在1987年12月27日宣布停止發行愛國獎券，愛國獎券從此成為歷史名詞。

## 歷史
民國39年（1950年），適逢國民政府遷臺，為安置大量來自中國大陸各地的軍民，財政窘迫下，政府尋找開拓新財源的可能性。據說愛國彩券的發明人是時任臺灣省政府財政廳廳長任顯群，他一天晚上就寢後忽然想到，透過獎券的方式來吸引民眾購買公債。1950年3月25日，臺灣省政府決定，自當年4月1日起發行愛國獎券；但實際上第一期愛國獎券正式發行於1950年4月11日，該期最高獎金為新台幣20萬元，這在當時的臺灣是相當高的數字，足以在當時的台北市鬧區買下一棟兩三層樓的透天厝。第一期愛國獎券分為十小條，十小條同號構成一大張，售出15,246.7張。不過第一期的一大張售價新台幣150元，等於一小條為新台幣15元，金額偏高。為擴展銷售，從第二期開始，不再分條，售價改為一張新台幣5元，到第577期，又調升為10元，後伴隨臺灣的經濟起飛，逐漸調漲價格為20元、50元、100元。獎金也隨之水漲船高，1982年的第1000期紀念愛國獎券每張售價增為100元，第一特獎高達1000萬。開獎密度也由一月一開增加到半月一開。在鼎盛時期，愛國獎券逢每月的5、15和25日開獎，每個月開獎三次。1951年12月28日，臺灣省政府通過了「愛國獎券發行辦法」，用以規範愛國獎券的發行。其後該辦法又有多次修訂。愛國獎券的對獎方式與目前的統一發票相同，一張一個固定號碼。不少人將發財的希望寄託在愛國獎券上，甚至出現了「愛國獎券歌」。
1985年起，民間非法賭博「大家樂」（投注方式類似六合彩）風行台灣。大家樂的開獎方式，是利用愛國獎券的最後兩碼來兌獎。由於愛國獎券的合法公信力，大家樂在全台蔓延，而影響每當愛國獎券開獎前明牌的氾濫。為購買大家樂頃家蕩產者不在少數，不少人甚至遠從台北包租遊覽車到中南部廟宇去求神拜佛，甚至是拜有應公以冀中獎。而愛國獎券的存廢問題也引發爭論，愛國獎券的發行密度也再度降為每月一期。
1987年12月18日，臺灣省政府宣佈，1988年起停止發行愛國獎券。1987年12月27日，愛國獎券在發行1171最後一期，從此愛國獎券走入歷史。在最後一期愛國獎券發行前，發生臺灣銀行獎券科科長江勇吉16歲的兒子被綁架事件，歹徒以電話要脅江勇吉透露中獎號碼，最終人質平安歸來。累計1171期的愛國獎券銷售總額超過新台幣689億元，其中成為國庫收入的約新台幣三百餘億元。由於臺灣許多殘障、失業、老弱等社會弱勢群體依靠販賣愛國獎券為生，引發巨大的社會反彈。1987年12月28日，近千名愛國獎券業者在「愛國獎券業者聯誼會」的策動下前往行政院陳情抗議；1988年1月28日，獎券業者再赴行政院抗議，並引發低度衝突。
愛國獎券及其附生品大家樂在臺灣的興旺，一方面反映出1970-1980年代臺灣經濟的快速成長，卻同時顯示當時的臺灣社會活動極度貧乏單調而導致賭博風氣盛行；也說明人民雖有財卻難理財，以致熱錢過度集中；愛國獎券停止發行後的第二年（1989年6月17日），臺北股市就衝破了萬點，均是此現象的體現。
2013年10月7日開幕的臺灣銀行文物館，展示全台第一張愛國獎券與三代愛國獎券搖獎機。

## 售價
- 第一期愛國獎券每一張分為10條，每條新台幣15元。
- 第2期至第576期單張愛國獎券價格為5元。
- 第577至785期，愛國獎券單張10元。
- 第786期至999期，愛國獎券單張售價20元。
- 第1001期到第1171期愛國獎券（不含1045、1086、1121期）單張售價為50元。
- 另外，第1000、1048、1086、1121期愛國獎券因恰逢春節及千期紀念，單張售價調高為100元（獎金也大幅提高）。

## 發行量
- 第一期愛國獎券規劃發行10,000張，之後加發10,000張。不過第一期的每一張分為10條，每條新台幣15元（第2期以後不再分條，1張即相當於第1期的1條）。第1期的銷售數如以第2期以後通稱的張數來計算為15萬多張。伴隨售價的降低與臺灣經濟的起飛，愛國獎券發行量急速上揚。
- 第2到13期愛國獎券發行量為200,000張。
- 第14、15和16期愛國獎券發行量為300,000張。
- 第17期到第20期發行量為400,000張。
- 第21到第41期發行量達到500,000張。
- 第42期到第314期，愛國獎券發行量為800,000張。
- 自第315期起，愛國獎券發行量持續超過1,000,000張。

## 尺寸、版式設計及印刷
- 愛國獎券尺寸的演進為隨著期數增長，尺寸呈現越來越大的趨勢。第1期是1大張10條，第2期至281期每張愛國獎券約為6×14.5公分。第282期至314期尺寸調整為11.5×7.6公分，第315期起至576期止，除了少數期數之外，愛國獎券尺寸大致調整為15.2×5.8公分。577期起到1,171期愛國獎券停止發行，除了少數期數之外，尺寸再稍放大至15.2×6.5公分[5]。
- 第1期到第281期的愛國獎券都是直式設計。
- 自第282期愛國獎券起，轉為橫式設計。
- 最大的愛國獎券長度為12.4公分。
- 第314期之前的愛國獎券的色彩都是三色以下，自第315期起改用彩色印刷。

## 票面設計
臺灣的愛國獎券，多反映著臺灣的時代主題之變遷。早期愛國獎券多有反共抗俄之口號。后來，愛國獎券題材多元化，包括經濟建設、傳統故事、政治口號、故宮文物、臺灣風情、三軍官兵、節日慶典、國民生活規範、四季花鳥。在遇到特別情況時，還會增加獎金額。愛國獎券的圖像繪製題材，須由繪製者先製作圖像計畫送臺灣銀行審定，通過後才能著手繪製；稿件繪製好需再送審，通過後才能印製。可見當時政府對愛國獎券發行的重視程度。
愛國獎券上的圖像可分為四個階段：（括弧內為出現次數）
1. 第一階段： 1-275期，自1950年4月至1961年10月。圖像題材有：台灣名勝（167）、大陸名勝（69）、節慶（3）。口號標語為反共抗俄類型。
2. 第二階段： 276-598期，自1961年11月至1971年8月。圖像題材有：台灣名勝（57）、節慶（71）、歷代人物故事及二十四孝故事（30）、生活示範（32）、故宮國寶（73）、其他（27）。口號標語為反共抗俄、建國富國、保密防諜、革新精神等四類型。
3. 第三階段： 599-1107期，自1971年8月至1985年9月。圖像題材有：歷代故事人物（416）、節慶（89）、其他（4）。無口號，但以忠孝節義的精神對大眾起潛移默化的作用。
4. 第四階段： 1108-1171期，自1985年10月至1987年12月。圖像題材有：故宮國寶（13）、台灣名勝（12）、國家建設（14）、節慶（13）、其他（13）。口號標語為國富民強，故多「壯麗的」、「進步中的」反映當下社會的穩定。

### 圖案設計者
- 第1期-第281期：台灣銀行獎券科，特色為樸素精緻，但畫面單調。
- 第282期-第598期：梁又銘 （1906-1984），特色為多民族意識國家概念。
- 第599期-第1171期：林幸雄 （1943- 2017），特色為多元化畫風[6]。

## 獎金金額
第1-314期（1950年到1963年間）的愛國獎券最高獎金數字為二十萬新臺幣。隨后，愛國獎券獎金與售價同步水漲船高：第315-576期（1963年到1970年間）的愛國獎券最高獎金額為二十五萬；第577-785（1970年到1976年間）期愛國獎券最高獎金額為五十萬；第786-999期（1976-1982年間）愛國獎券最高獎金額達到七位數的一百萬；第1001-1120和1122-1133期（1982年-1986年間）的愛國獎券最高獎金額為三百萬；第1134-1151期（1986年-1987年間）愛國獎券最高獎金額為四百萬；最后二十期（1152-1171期，1987年）的愛國獎券取消特獎，改為頭獎，最高獎金額也急跌到一百萬。
另外，1982年發行的第1000期愛國獎券的最高獎金提高為一千萬；第1048和第1086期（適逢1984年和1985年春節）愛國獎券最高獎金額為一千萬；第1121期（適逢1986年春節）愛國獎券最高獎金額為八百萬。

## 開獎
早期愛國獎券開獎工具是以手提六角型木質搖獎機組合搖獎（類似于一些日本商店街的抽獎方式），一共有四架這樣的機器。1971年1月，愛國獎券改用法國製造的電動開獎機開獎，通過人轉動裡面標著十個數字（0-9）的球來開獎，轉出號碼就會舉出號碼牌。當時一共有7臺這樣的機器。
早期愛國獎券開獎，除邀請臺灣省議會、臺灣省商業會及臺灣省政府財政廳派代表出席監督外，還會登報邀請各界人士到場參觀。1987年10月11日9時30分至11時30分，臺灣電視公司在臺灣銀行總行大廈架設六部攝影機，首度在臺北市中山堂實況轉播愛國獎券第1166期開獎過程，由傅影擔任主持人，中途不插播廣告。

## 畫廊

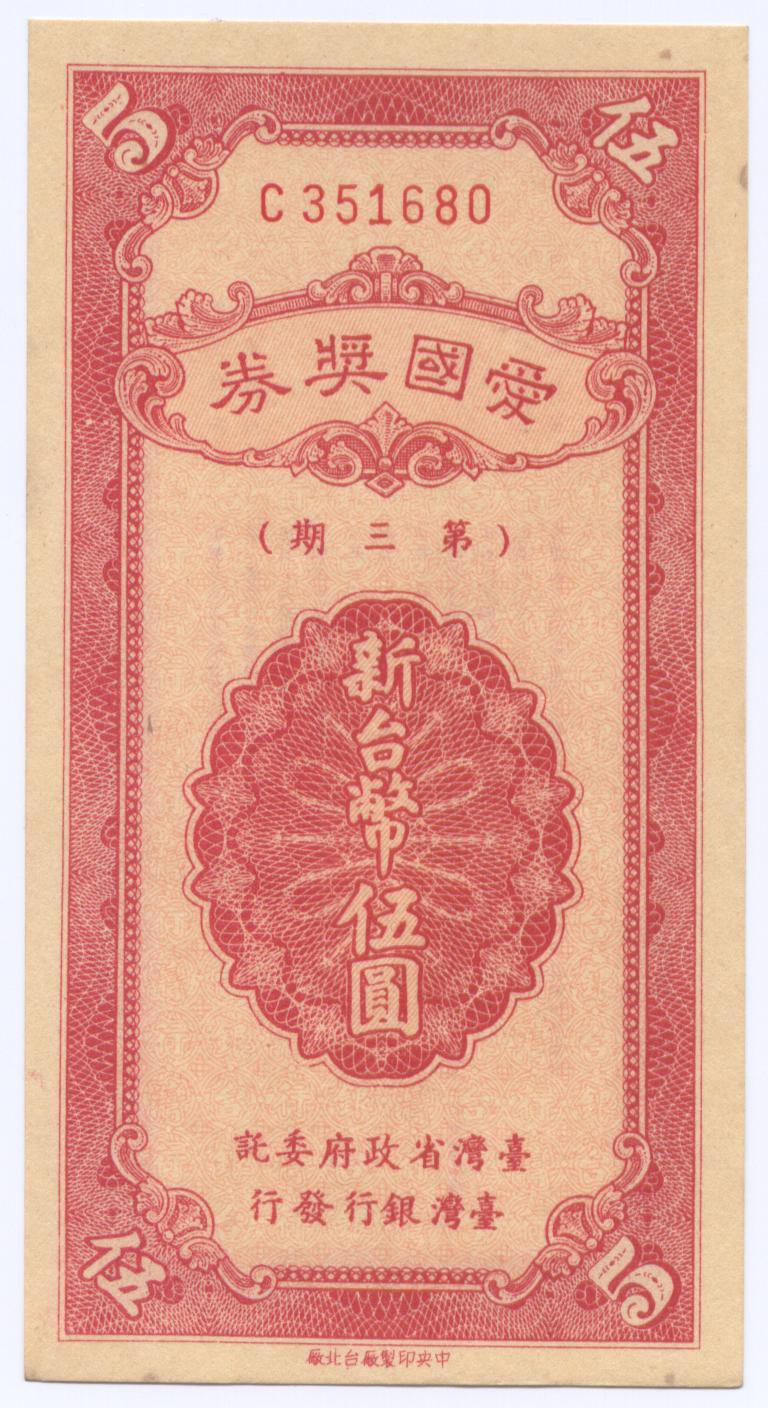
愛國獎券第三期
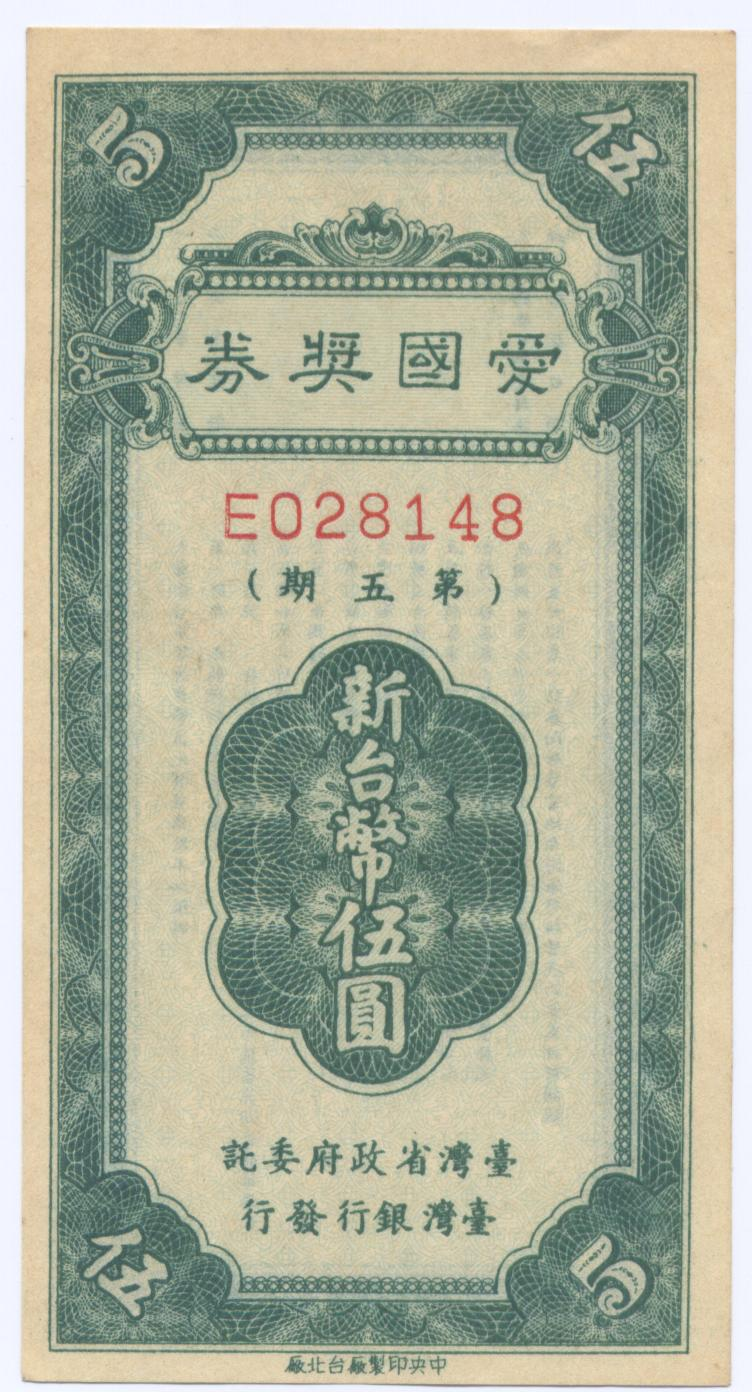
愛國獎券第五期
爱国奖券的最后一期（第1171期）

## 資料來源
- 《歲月臺灣—1987 「大家樂」賭博風潮》，秦風著，廣西師範大學出版社，ISBN 7-5633-5348-8
- 愛國獎券發行史料 （页面存档备份，存于），財政部財政史料陳列室
- 國家圖書館 臺灣記憶 1950-1987年發行之愛國獎券
- 愛國獎券特展
- 愛國獎券欣賞
- 民視新聞網臺灣筆記 愛國獎券暫停發行
- 愛國獎券搖獎機
- 獎券達人！糕餅老闆收集1171張 （页面存档备份，存于）

## 外部連結
- YouTube上的熱線追蹤 2013-06-12 pt.2/5 愛國獎券 大家樂.（繁體中文）
- YouTube上的熱線追蹤 2013-06-12 pt.3/5 愛國獎券 大家樂.（繁體中文）
- YouTube上的熱線追蹤 2013-06-12 pt.4/5 愛國獎券 大家樂.（繁體中文）
- YouTube上的台灣演義：台灣百年獎券史(1/3) 20110821.（繁體中文）
- YouTube上的台灣演義：台灣百年獎券史(2/3) 20110821.（繁體中文）
- YouTube上的台灣演義：台灣百年獎券史(3/3) 20110821.（繁體中文）